# Beverly Ranger
Beverly Ranger (* 15. März 1953 in Kingston, Jamaika) ist eine ehemalige jamaikanische Fußballspielerin. In Deutschland gehörte sie in den 1970er Jahren zu den bekanntesten Spielerinnen: Mit dem Bonner SC gewann sie 1975 und mit der SSG Bergisch Gladbach 1977 die deutsche Meisterschaft, im Juni 1975 wurde eines ihrer Tore zum Tor des Monats gewählt. Sie gilt als erste Profi-Spielerin in Deutschland: sie erhielt mit Ausrüstervertrag über 3.000 DM im Monat.

## Leben
Die in den frühen 1950er Jahren in der jamaikanischen Hauptstadt Kingston geborene Beverly Ranger kam im Alter von 12 Jahren mit ihren Eltern nach London. Dort spielte sie in einem Park unweit des Wembley-Stadions mit gleichaltrigen Jungen Fußball. Ihr Talent wurde zufällig von einem Journalisten entdeckt, der ihr den Beitritt zu einem Fußballverein nahelegte. Ranger spielte zunächst für den Watford F.C., später beim Londoner Vorortclub Amersham Town F.C.
In den 1970er Jahren spielte sie in Deutschland. Dort steckte der Frauenfußball zu dieser Zeit noch in den Kinderschuhen. Erst im Jahr 1970 hatte sich der Deutsche Fußball-Bund dazu durchringen können, Frauen in seinen Vereinen zuzulassen. Ein Ligaspielbetrieb fand zu dieser Zeit lediglich auf Landesverbandsebene statt, 1974 wurde erstmals eine deutsche Meisterschaft im Frauenfußball ausgespielt. Beverly Ranger, eine der ersten ausländischen Spielerinnen im höherklassigen Frauenfußball in Deutschland, war zunächst für den saarländischen Verein SV Bubach/Calmesweiler aktiv und trat ab der Saison 1974/75 für den amtierenden deutschen Vizemeister Bonner SC, der in der Mittelrheinliga spielte, an. Eine prominente Mitspielerin war hier die Stürmerin Anne Trabant-Haarbach, die vom Vorjahresmeister TuS Wörrstadt nach Bonn gewechselt war. Die Mannschaft konnte ihren Meistertitel in der Mittelrheinliga verteidigen, woran Beverly Ranger maßgeblichen Anteil hatte: Am 26. April 1975 erzielte sie im Entscheidungsspiel um die Mittelrheinmeisterschaft gegen die SSG 09 Bergisch Gladbach kurz vor der Pause den 1:1-Ausgleich, die Bonnerinnen gewannen die Begegnung am Ende mit 2:1 und zogen damit in die Endrunde um die Deutsche Meisterschaft 1975 ein, wo sie erneut bis ins Finale vordrangen. Hier konnten sich die Bonnerinnen durch einen 4:2-Erfolg über Bayern München den Titel sichern und auch in diesem Spiel, das vor der seinerzeit ungewöhnlich großen Kulisse von rund 2500 Zuschauern stattfand, trug sich Beverly Ranger in die Torschützenliste ein, sie erzielte per Kopf den Ausgleichstreffer zum 2:2.
Ihr Tor im Spiel gegen Bergisch Gladbach, bei dem sie fünf Gegnerinnen sowie die Torhüterin ausgespielt hatte, wurde im Juni 1975 von den Zuschauern der ARD Sportschau zum Tor des Monats gewählt. Beverly Ranger war die zweite Frau nach Bärbel Wohlleben ein Jahr zuvor, der diese Auszeichnung zuteilwurde. Durch das „Tor des Monats“ wurde Beverly Ranger schlagartig einer breiten Öffentlichkeit bekannt. Ihre Popularität verhalf ihr unter anderem zu einem Sponsorenvertrag mit dem Sportartikelhersteller Puma, so dass sie eine der ersten Frauenfußballerinnen war, die den Sport in Deutschland zumindest semi-professionell ausüben konnte. 1976 verließ sie gemeinsam mit Anne Trabant-Haarbach den Bonner SC und spielte anschließend für die SSG 09 Bergisch Gladbach, mit der sie 1977 erneut das Finale erreichte und sich durch ein 1:0 im Wiederholungsspiel über die NSG Oberst Schiel ihren zweiten Meistertitel sicherte. Als weitere Stationen schlossen sich der pfälzische Verein TuS Niederkirchen, mit dem sie 1978 den südwestdeutschen Verbandspokal gewann, sowie die Offenbacher Kickers an. Nach dem Ende ihrer aktiven Fußballkarriere siedelte sie 1989 in die USA über, wo sie in Charlotte, North Carolina als Lehrerin arbeitete.
Im Jahr 2021 war sie Teil der Dokumentation Schwarze Adler des Streaminganbieters Prime Video.